# Albertusstraße 44 a (Mönchengladbach)

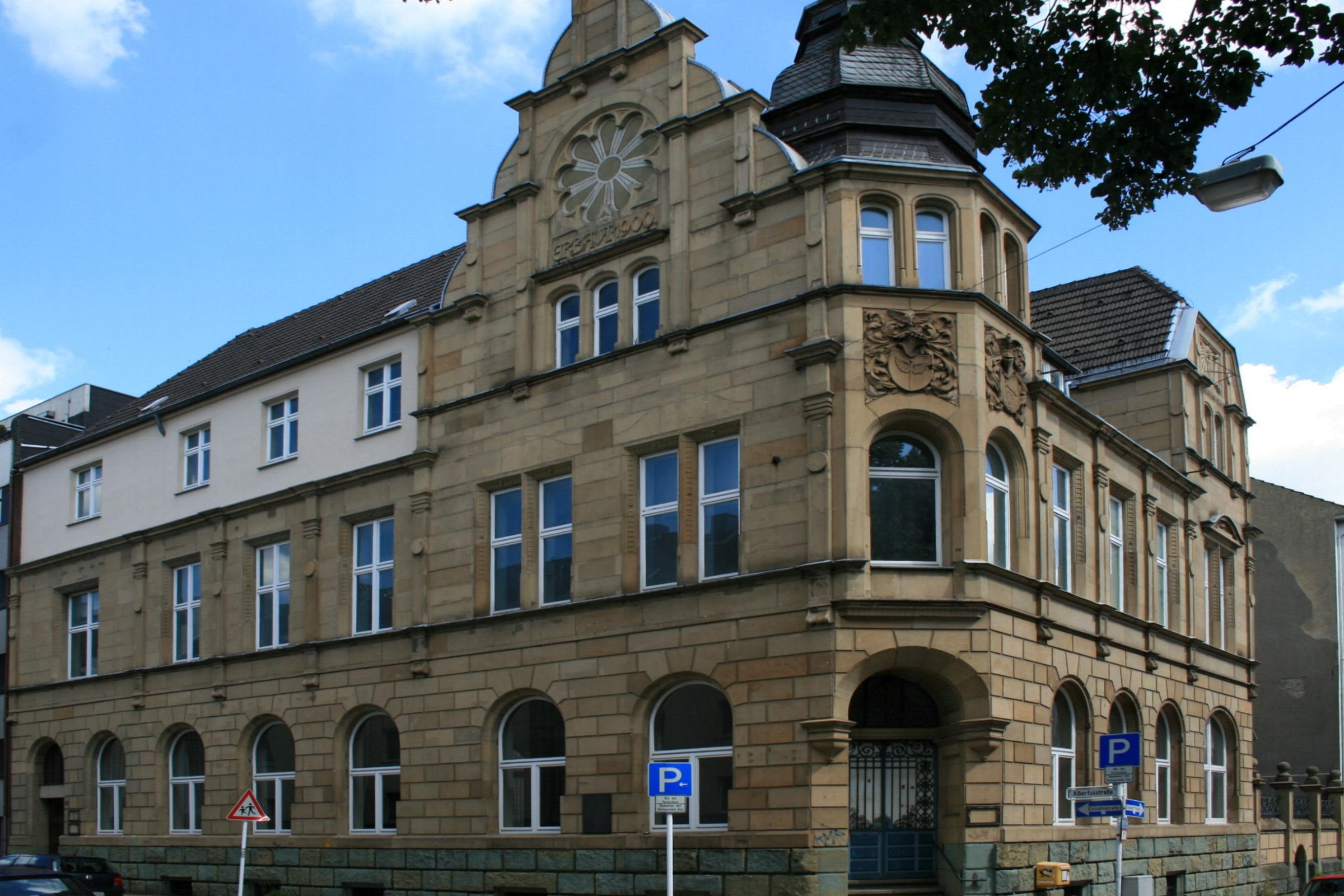
Verwaltungsgebäude (2010)

Das Verwaltungsgebäude Albertusstraße 44 a steht in der Stadt Mönchengladbach in Nordrhein-Westfalen. Es wurde 1900 erbaut. Das Gebäude ist unter Nr. A 027 am 7. August 1990 in die Denkmalliste der Stadt Mönchengladbach eingetragen worden.

## Architektur
Das Objekt liegt an der Einmündung der Albertusstraße in die Kaiserstraße gegenüber dem Kaiserpark. Dominanter zweigeschossiger Eckbau aus mehreren rechtwinkelig zueinandergeordneten Bauteilen unter steilem Satteldach mit polygonalem Eckturm und Schaugiebel zur Albertusstraße. 4:7 Achsen Kaiserstraße/Albertusstraße. In der rechten Achse der Kaiserstraße Querhaus mit Krüppelwalm. Sockel aus Bossenquadermauerwerk mit Kellerbelichtungen und Hauseingang an der Gebäudeecke und in der linken Achse der Albertusstraße.